# 莫妮卡·杜普里
莫妮卡·杜普里（英語：Monique Dupree，1974年12月10日—），美國女演員、製片人、模特兒、音樂家、摔角業人士、社交媒體經理和企業家。她是地下或獨立電影的常客，時常出演低成本恐怖片並擔任恐怖雜誌的模特兒，在圈內小有名氣。出演作品如《鐵腕校長》（1989年，第一部電影）、《比基尼大屠杀之圣诞》（Bikini Bloodbath Christmas，2009年）、《舞力全開3D》（2010年）、《計劃9》（2015年）和《重返流氓高校2》（2017年）。此外她也是黑人公子（Negro Childe）樂團的主唱。

## 個人生活
杜普里嫁給了出版作家安東尼·聖湯瑪斯（Anthony Saint Thomas），共育有10個小孩。

## 外部連結
- 莫妮卡·杜普里的Facebook專頁
- 莫妮卡·杜普里在互联网电影资料库（IMDb）上的資料（英文）
- 莫妮卡·杜普里的Instagram帳戶
- 莫妮卡·杜普里的X（前Twitter）